# 35 mm film

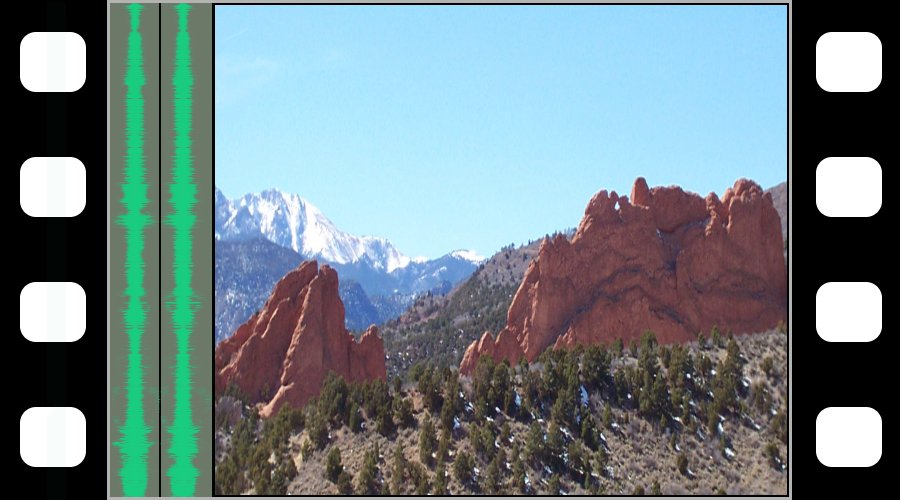
35 mm film, CinemaScope

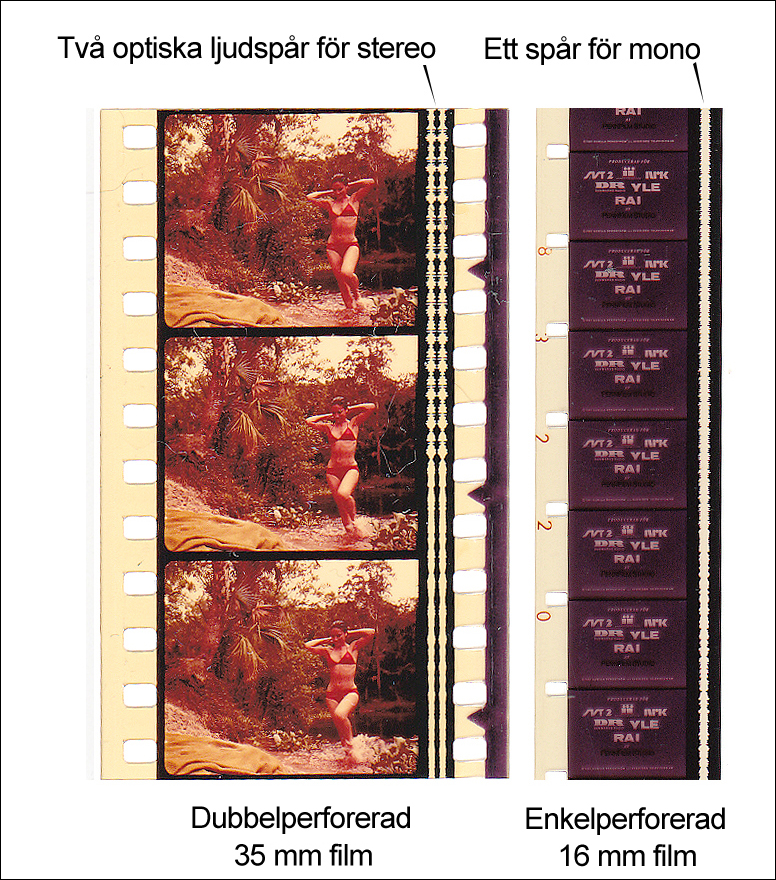
Två remsor spelfilm, en dubbelperforerad 35mm film och en enkel perforerad 16mm, båda med optiskt ljud, i stereo på 35mm och i mono på 16mm

35 mm film, även kallad kinofilm eller 135-film används allmänt som film för professionell filmning, i den mån man inte gått över till digitala bilder, och för småbildskameror, alltså de vanligaste typerna av analoga kompakt- och systemkameror.

## Historik
Film introducerades för stillbildskameror den 27 augusti 1889 av Eastman Company i USA. Fyra år senare använde Edison 35 mm film i sina tittskåp för rörliga bilder, och när Lumière 1895 arrangerade de första filmvisningarna i Paris var det 35 mm-film i projektorn.
Filmen kallades i sin barndom för ”rörliga bilder”, något missvisande, eftersom det inte finns några bilder som rör sig, bara en serie stillbilder som visas i en snabb följd. För att snabbt kunna dra fram nästa bild perforerades kanterna på filmresan. I början gjorde varje filmare dessa hål själva, oftast med en separat maskin, men ibland kom de till i kameran samtidigt som man spelade in en scen; det lär ha låtit som en kulspruta.
Lumières hål var runda, medan Edisons var fyrkantiga. Så småningom lyckades man ena sig och 1907 kom man fram till en internationell överenskommelse. Sedan dess har det varit fyra rektangulära hål (med lätt rundade hörn) på båda sidorna om varje bildruta. 1908 blev Edisons storlek på bildrutan, 18 × 24 mm, standard; det brukar uttryckas som ett förhållande mellan höjden och bredden, 1:1.33, och det bestämde förstås också utseendet på filmduken, och senare TV-apparaten.
På stumfilmstiden gick varje bild ända ut till perforeringen på båda sidorna. När ljudspåret dök upp i slutet av 1920-talet placerades det innanför perforeringen på ena sidan, vilket ledde till att bilden blev mindre på bredden. Under en kort tid behöll man samma höjd, så att filmerna från den här perioden ser lite fånigt höga ut, när de visas i rätt format. Men snart gick man tillbaka till det gamla förhållandet genom att minska höjden. Då blev det svarta strecket mellan varje bildruta bredare.
Ännu i dag är den ursprungliga 35 mm-filmen standard, även om en del saker förändrats. Fram till 1952 bestod filmbasen av nitrat, ett explosivt material som genererar eget syre när det brinner. Acetatfilmen, ”säkerhetsfilmen” har på senare tid ersatts av den slitstarka och tunnare polyestern.

## Format
Många försök har gjorts att göra både filmremsan och filmduken större, att bara förstora bilden mer gör den grynigare. Först på 1950-talet, med hotet från televisionen, slog nya format igenom.
Vidfilm infördes på 1950-talet för att filmer i normalbild mer skulle likna Cinerama, CinemaScope och andra bredfilmsformat. Man skapade de vidare formaten genom att maska bildrutan, både vid inspelning och visning. Det hände alltför ofta att filmer inspelade i normalbild visades som vidfilm, med resultat att delar av bilden försvann, oftast huvuden.
Vidfilm skapas alltid genom maskning, den är alltid sfärisk (dvs icke-anamorfisk). I Europa var 1.66:1 och 1.75:1 standard, medan USA använde 1.85:1 och Universal till och med 2:1. Filmformat som är bredare än normalbild och som inte skapas genom maskning kallas för Scope efter det första formatet CinemaScope. Ofta användes förkortningen CS om formatet, även långt efter att CinemaScope upphört.
Några namn på olika vidfilmsformat: Alberini Panoramica, AMP-O-Vision, Cindedom(e), Cinepanoramic, Fantascope, Fearless Super Picture, Imagination FX7012, Metrovision, Perfect Tone, Photorama, Plastorama, Samcinescope, Super 1.85, Ultra Semi-Scope, Vistascope och VistaVision.